# Caloplaca dolomiticola
Caloplaca dolomiticola är en lavart som först beskrevs av Auguste-Marie Hue, och fick sitt nu gällande namn av Alexander Zahlbruckner. Caloplaca dolomiticola ingår i släktet orangelavar, och familjen Teloschistaceae. Arten är reproducerande i Sverige.